# Liste der reichsten Schweden
Die reichsten Schweden sind nach Angaben des US-amerikanischen Forbes Magazine
(Stand: März 2020):
| Rang (Schweden) | Rang (Welt) | Name                 | Alter | Vermögen (in Mrd. US-Dollar) | Herkunft des Geldes                             |
| --------------- | ----------- | -------------------- | ----- | ---------------------------- | ----------------------------------------------- |
| 1               | 85          | Stefan Persson       | 72    | 13,5                         | H&M                                             |
| 2               | 135         | Jörn Rausing         | 60    | 10,3                         | Tetra Laval                                     |
| 3               | 150         | Finn Rausing         | 65    | 9,1                          | Tetra Laval                                     |
| 3               | 150         | Kirsten Rausing      | 67    | 9,1                          | Tetra Laval                                     |
| 5               | 274         | Frederik Paulsen Jr. | 68    | 5,8                          | Ferring                                         |
| 6               | 286         | Melker Schörling     | 72    | 5,6                          | Melker Schörling AB (Securitas AB, Assa Abloy)  |
| 7               | 293         | Antonia Johnson      | 76    | 5,5                          | Axel Johnson AB                                 |
| 8               | 330         | Bertil Hult          | 79    | 5                            | EF Education                                    |
| 9               | 361         | Fredrik Lundberg     | 68    | 4,7                          | Lundbergföretagen                               |
| 10              | 468         | Gustaf Douglas       | 82    | 3,9                          | Investment AB Latour (Securitas AB, Assa Abloy) |
| 11              | 680         | Carl Bennet          | 68    | 3                            | Carl Bennet AB (Getinge AB, Elanders)           |
| 12              | 712         | Dan Sten Olsson      | 73    | 2,9                          | Stena Sphere (Stena Line)                       |
| 13              | 764         | Martin Lorentzon     | 51    | 2,7                          | Spotify                                         |
| 14              | 1063        | Daniel Ek            | 37    | 2                            | Spotify                                         |
| 15              | 1063        | Erik Selin           | 52    | 2                            | Fastighets AB Balder                            |